# Felipe Alfonso Criado
Felipe Alfonso Criado (Valladolid, España; 14 de abril de 1993) es un futbolista que juega en la demarcación de lateral derecho. Actualmente juega en el AD Mérida de la Primera Federación.

## Trayectoria
Formado en las categorías inferiores del Real Valladolid hasta llegar a formar parte del Real Valladolid B en la temporada 2012-2013. Llegó a debutar también en Segunda División de la mano del Valladolid, el equipo de su ciudad, cuya elástica defendió tras pasar por la cantera. Además fue internacional sub-17 con la selección española.
Más tarde, firmaría por el Villarreal CF, donde formaría parte del filial castellonense durante cinco campañas con el equipo en Segunda División B siendo un hombre importante al jugar un total de noventa y siete partidos, ochenta y seis de ellos como titular.
En verano de 2017, se convierte en nuevo fichaje del Alcorcón para la temporada 2017-2018 tras llegar al club alfarero procedente del Villarreal B.